# 낙동강세계평화문화대축전
낙동강세계평화문화대축전은 경상북도 칠곡군에서 개최하는 지역 축전이다.